# Jérôme Napoleon Bonaparte II
Jérôme Napoleon Bonaparte II (5 november 1830 – 3 september 1893) was de zoon van Jérôme Napoleon Bonaparte en Susan Mary Williams. Hij studeerde aan de Amerikaanse militaire academie West Point en diende in Texas bij de Mounted Rifles.
Hij diende zijn ontslag bij het Amerikaanse leger in om dienst te kunnen nemen in het leger van zijn neef keizer Napoleon III. Hij vocht in Algiers, Italië, de Krimoorlog en tijdens de Frans-Duitse Oorlog. In 1854 werd hij bevorderd tot kolonel. In opdracht van Napoleon III organiseerde hij de Wereldtentoonstelling van 1867 in Parijs.
In 1871 nam hij ontslag uit het Franse leger en keerde terug naar de Verenigde Staten. Daar trouwde hij met Caroline Le Roy Appleton Edgar. Uit dit huwelijk worden twee kinderen geboren:
- Louise-Eugénie Bonaparte (1873–1923). Zij trouwde in 1896 met Adam Karl graaf von Moltke-Huitfeld (1864–1944)
- Jérôme Napoleon Charles Bonaparte (1878 – 1945), gehuwd in 1914 met Blanche Pierce Steinbeigh

Hij is overleden in Pride's Crossing, Massachusetts.
- Gemeinsame Normdatei: 136611095
- International Standard Name Identifier: 0000 0000 5559 1435
- Library of Congress Control Number: n2003089214
- Base Léonore: LH//277/57
- SNAC: w6jf5mvt
- Virtual International Authority File: 68308568
- WorldCat: E39PBJgRR6HvB8MYcD97M9b68C

1. ↑  Léonore-database.